# اسمش‌برگر
اسمش‌برگر (انگلیسی: Smashburger) شرکت رستوران‌های زنجیره‌ای آمریکایی است، که در سال ۲۰۰۷ تأسیس شد.